# 農林族
農林族（のうりんぞく）とは、族議員の一種。農業政策に対し影響力をもつ。農林水産省とのつながりが深い。農水族（のうすいぞく）とも。

## 概説
通常、自民党の農林族を支える政治団体は、主に農協系の全国農業者農政運動組織連盟（農協政治連盟）と、土地改良事業に関係する全国土地改良政治連盟（土政連）である。土政連と関わりが深いタイプの農林族は、農水省技官出身が多く、土地改良利権に関与していると批判される。農協政治連盟と関わりの深いタイプの農林族は国内農家保護の姿勢を取り、アメリカ側が求める農産物の市場開放などの自由貿易に慎重な姿勢を取る。
土政連は、いわば全国土地改良事業団体連合会（全土連）の政治部門で、それは全国の土地改良区を束ね（都道府県レベルでは土地連）、官僚と土建業界、農家の関係を調整する役割がある。表向きは、全国の土地改良施設の維持管理、資金管理、技術指導が役割となっており、国と都道府県から毎年多額の補助金を受け取るが、その実態は県土連、土政連とともに国と地方公共団体から全土連に出される莫大な額の補助金の利権を分配することである。全土連の政治部門とも言える土政連は自民党の農林族議員を支援し、後援会員や自民党員を集める。
全国の土地改良区の中には、党費を支払っていたり、政治団体に資金を提供しているものもある。都道府県ごとの会長席には有力県議や農林族議員が座ることが多く、自民党の青木幹雄は鳥取県土地連、山崎正昭は福井県土地連、鹿熊安正は富山県土地連である。埼玉県土地改良事業者団体連合会会長の三ツ林弥太郎は、埼玉県土地連と県内の土地改良区2ヶ所から合計849万円の報酬を受け取っていた。熊本の浦田勝は240万円、鹿熊は富山の土地連と改良区から291万円を受け取っている。土地連にとっては農林族議員は中央官庁や地方自治体に圧力を加える重要な存在であり、それゆえに会長や理事職を与えて報酬を与えているが、これらは本来は農業関連の補助金である。
土政連と農林族、農水省技官OBの癒着により、農水省の予算の多くが土地改良事業の名目で、土木業界に流れるため、農業者のために予算が使われていないとの指摘がある。例えば、ウルグアイ・ラウンド対策の名目で計上された農業予算の5割強は農業農村整備事業（土地改良事業）に用いられ、日本の農業強化にはならず、「その殆どは色々な建物や施設に使われたが、多くは朽ち果てているか使っていない」と批判されている。

## 農林族とされる議員
九州を中心として西高東低となっている。
- 松岡利勝
- 江藤隆美
- 江藤拓
- 森山裕
- 赤沢亮正
- 鈴木貴子